# Erioptera (Mesocyphona) subdulcis
Erioptera (Mesocyphona) subdulcis is een tweevleugelige uit de familie steltmuggen (Limoniidae). De soort komt voor in het Neotropisch gebied.